# Numéro deux
Numéro deux è un film del 1975 scritto e diretto da Anne-Marie Miéville e Jean-Luc Godard, basato principalmente su testi della stessa Miéville. Concepito in origine dalla produzione come un “Fino all'ultimo respiro numero due”, si trasformò in un film molto personale girato con tecnologia televisiva e montato negli studi della casa di produzione Sonimage, che i due avevano rilevato a Grenoble trasferendosi a vivere nella città alpina.
(Jean-Luc Godard)

## Trama
(Jean-Luc Godard narratore di Numéro deux)
Il film inizia con lo stesso Jean-Luc Godard seduto al banco di lavoro nella semioscurità degli studi video Sonimage. Il profilo è appena illuminato da schermo video posto di fronte a lui. Il regista racconta di cosa significhi arrivare da Parigi alla provincia, diventare padrone assoluto e al tempo stesso operaio. Ogni tanto sullo schermo compaiono le didascalie luminose che sono sempre state una costante della sua cinematografia, che diventeranno la regola durante tutta la sua collaborazione con Anne-Marie Miéville.
Il film vero e proprio appare sui due televisori che occupano tutto lo schermo. Talvolta immagini diverse vengono proiettate contemporaneamente. Protagonista è una famiglia, due genitori e due bambini. L'uomo è un operaio in sciopero, la donna ha avuto di recente una relazione extraconiugale. L'uomo la interroga assiduamente in proposito, non riesce a controllarsi, arriva a sodomizzarla forse per vendetta. La figlia Vanessa assiste alla scena dalla porta della camera da letto.
I genitori fanno una rapida educazione sessuale ai due figli, mostrando i propri genitali. Discutono anche fra di loro mentre si trovano a letto e Sandrine masturba il marito, in una scena che sembra una parodia o un'autocitazione della famosa prima scena di Il disprezzo, recitata da Brigitte Bardot e Michel Piccoli. Il piccolo Nicolas porta a casa da scuola delle riviste pornografiche. Sandrine ha problemi gravi di stitichezza. Il nonno, ex sindacalista a Zurigo, ricorda eventi e lotte politiche dei suoi anni di attività.
La vita familiare va in scena con i suoi ritmi, la sua mancanza di comunicazione e i suoi soprusi:
(Sandrine)
L'inquadratura torna su Godard al banco di lavoro, ha un'espressione spossata. Gli schermi tv si spengono mentre si sente una canzone di Léo Ferré. Lo schermo diventa nero.

## Produzione
Georges de Beauregard, più volte produttore di Godard, arriva nel novembre 1974 a Grenoble con un'idea: si tratta di girare un Fino all’ultimo respiro numero due con il medesimo budget di 15 anni prima. Godard accetta subito perché non rifiuta mai le commesse. Inizia subito a lavorare su testi preesistenti di Anne-Marie Miéville, ai quali aggiunge testi tratti da L'eunuco femmina di Germaine Greer. Le riprese di interni hanno luogo in un appartamento vicino a quello che la coppia affitta nella Villeneuve di Grenoble, con attori non professionisti.

## Critica
Godard non dimentica cosa ha significato per lui la classe operaia dal maggio francese in poi, e sceglie una famiglia proletaria per rappresentare la nuova coppia degli anni Settanta. Le tematiche politiche restano tuttavia in secondo piano rispetto a quelle del privato:
(Jean-Luc Godard)
In un certo senso, a parte la propaganda che lo preannuncia come un À bout de souffle numero due, il film è davvero un nuovo inizio per Godard, perché rappresenta il suo ingresso nelle nuove tecnologie, che gli permettono di realizzare nel 1975 un film a colori allo stesso costo del suo primo lungometraggio, del 1959: 600.000 franchi. La lavorazione ha luogo negli studi Sonimage di Grenoble. Godard e la Miéville hanno rilevato una società che si occupa di informatica e sfruttano le tecnologie elettroniche, negli anni Settanta una scelta all'avanguardia nel campo cinematografico. Godard è affascinato dalle possibilità di trasposizione e di manipolazione offerte dal video, che “permette di pensare sotto forma di immagini, non di testo.”
A parte gli schermi a tubo catodico, per l'inquadratura principale, quella che contiene se stesso e i monitor, Godard sceglie comunque il 35 mm, l'unica tecnologia in grado al tempo di riprodurre il buio e la tonalità di nero che gli serve per un film sofferente, ma anche perfettamente definito e contrastato. L’elettronica gli permette però di tenere sotto controllo l’intera “catena di montaggio” della produzione cinematografica con un costo molto contenuto.